# Weltunion der Schriftstellerärzte
Die Weltunion der Schriftstellerärzte, französisch Union Mondiale des Écrivains Médecins (UMEM) und englisch World Union of Writing Physicians, war der Dachverband der nationalen Verbände von sogenannten Schriftstellerärzten. Gegründet wurde der Verband 1968 in Luzern. Er war mit nationalen Verbänden weltweit vertreten. Gegründet wurde der Verein im Jahr 1965 unter dem Namen Fédération Internationale des Sociétés des Medecins Écrivains (FISEM). Der letzte Kongress fand 2013 statt.

## Grundlagen und Ziele
Die Organisation gründete sich auf Freundschaft und Kollegialität, ihre Ziele waren Toleranz, Pflege des kulturellen Austauschs und der Überstaatlichkeit, Förderung des gegenseitigen Respekts und der Humanität unter den Menschen, unabhängig von Konfession, politischer Einstellung und Hautfarbe.

## Aktivitäten
Die Weltunion veranstaltete seit 1956 jährlich einen internationalen Kongress in deutscher und französischer Sprache, mit Akzeptanz des Englischen. Themen dieser Kongresse waren in der Vergangenheit (Auswahl):
- 2001 Griechenland: Mythologie und Arzt / Mythologie et Médecin
- 2002 Deutschland: Europa, Traum oder Realität / L’Europe, rêve ou réalité
- 2004 Portugal: Die künstlerische Berufung des Arztes / Vocation artistique du médecin
- 2010 Polen: Ethik und Moral / Éthique et morale
- 2011 Frankreich: Medizin, Riten und Religionen / Médecine, rites et religions

## Internationale Bezeichnungen
- Union Mondiale des Écrivains Médecins
- Unión Mundial de Escritores Médicos
- Unione Mondiale dei Medici Scrittori
- World Union of writing physicians